# Великий Дол (Кршко)
Великий Дол (словен. Veliki Dol) — поселення в общині Кршко, Споднєпосавський регіон, Словенія. Висота над рівнем моря: 274,9 м.